# Aquaman (pilotní díl)
Aquaman je pilotní díl nerealizovaného amerického dobrodružného sci-fi televizního seriálu. Vznikl v roce 2006 a natočil jej Greg Beeman na motivy komiksových příběhů o Aquamanovi. Televizní snímek byl vyroben jako pilot pro plánovaný seriál stanice The WB. Po jejím sloučení s UPN si však nový kanál The CW seriál neobjednal a pilotní film byl vydán 24. července 2006 na iTunes. Televizní premiéru si odbyl 9. června 2007 na kanadské stanici YTV.

## Příběh
Arthur Curry je mladík žijící na Florida Keys, kde provozuje obchod s potápěčskými potřebami. Má však neobyčejné schopnosti, které využívá pro zábavu. Nicméně zjistí, že jsou jeho dědictvím po předcích, neboť ve skutečnosti je princem Atlantidy.

## Obsazení
- Justin Hartley jako Arthur „A.C.“ Curry
- Lou Diamond Phillips jako Tom Curry
- Denise Quinones jako poručík Rachel Torres
- Rick Peters jako admirál Brigman
- Ving Rhames jako McCaffery
- Adrianne Palicki jako Nadia
- Amber McDonald jako Eva
- Kenneth Johnson jako šerif
- Daniella Wolters jako Atlanna
- Graham Bentz jako mladý A. C.